# 大城区域
大城区域（テソンくいき）は、朝鮮民主主義人民共和国平壌直轄市にある行政区域の一つ。都心部の北部にある。

## 地理
大同江の右岸にある。西側は西城区域・牡丹峰区域と、南は大同江を隔てて中区域・大同江区域・寺洞区域と、東は三石区域・黄海北道勝湖郡と、北は龍城区域と接する。

## 行政区域
15洞を管轄する。
- 閘門洞（カンムンドン）
- 高山洞（コサンドン）
- 大城洞（テソンドン）
- 龍南洞（リョンナムドン）
- 龍北洞（リョンブクトン）
- 龍興一洞（リョンフンイルトン）
- 龍興二洞（リョンフンイドン）
- 龍興三洞（リョンフンサムドン）
- 林興洞（リムンドン）
- 嵋山一洞（ミサニルトン）
- 嵋山二洞（ミサニドン）
- 嵋岩洞（ミアムドン）
- 安鶴洞（アナクトン）
- 清岩洞（チョンアムドン）
- 清湖洞（チョンホドン）

## 歴史
この節の出典
- 1958年6月 - 平壌直轄市西区域嵋山洞・清岩洞・龍興洞・龍北洞・龍南洞・戦勝洞・興富洞・臥山洞・大城里、北区域高山洞・安鶴洞・三神洞・林興里をもって、大城区域を設置。(11洞2里)
- 1959年2月 - 平安南道大同郡和盛里・清渓里を編入。(11洞4里)
- 1959年9月 - 和盛里・清渓里が新設の龍城区域に編入。(11洞2里)
- 1960年10月 (9洞)
  - 臥山洞・龍興洞・龍北洞が西城区域に編入。
  - 興富洞・戦勝洞が新設の牡丹峰区域に編入。
  - 嵋山洞の一部が分立し、嵋岩洞が発足。
  - 大城里が大城洞に昇格。
  - 林興里が林興洞に昇格。
- 1963年 - 嵋山洞が分割され、嵋山一洞・嵋山二洞が発足。(10洞)
- 1965年 - 西城区域龍北洞・龍興一洞・龍興二洞を編入。(13洞)
- 1967年 - 高山洞・林興洞の各一部が合併し、清湖洞が発足。(14洞)
- 1972年 (17洞)
  - 龍北洞が分割され、龍北一洞・龍北二洞が発足。
  - 龍興一洞・龍興二洞の各一部が合併し、龍興三洞が発足。
  - 嵋山一洞・嵋山二洞の各一部が合併し、嵋山三洞が発足。
- 1979年 - 嵋山三洞が嵋山二洞に編入。(16洞)
- 1983年 - 龍北一洞・龍北二洞が合併し、龍北洞が発足。(15洞)
- 1990年 - 三神洞が高坊山洞に改称。(15洞)
- 1991年 - 高坊山洞が閘門洞に改称。(15洞)
- 1995年 - 龍興二洞・龍興三洞の境界線を調整。(15洞)
- 2022年 - 一部を新設の「和盛区域」に分離

## 施設
- 錦繍山太陽宮殿
- 金日成総合大学
- 大城山
- 朝鮮中央動物園
- 朝鮮中央植物園

## 交通
- 平壌地下鉄革新線
  - 三興駅 - 楽園駅
- 平壌地下鉄千里馬線
  - 赤い星駅